# 马㼎儿
马㼎儿（学名：Zehneria japonica），也写作马交儿，为葫蘆科马㼎儿属下的植物。分布于印度、印度尼西亚、日本、朝鲜、尼泊尔、菲律宾、越南、台湾以及中国大陆的安徽、福建、广东、广西、贵州、湖北、湖南、江苏、江西、四川云南、浙江、西藏。其种加词“japonica”意为“日本的”。